# Генеральный солиситор Англии и Уэльса
Его Величества Генеральный солиситор Англии и Уэльса (англ. Solicitor General for England and Wales), также называемый Генеральный солиситор — один из юристов Короны и заместитель Генерального прокурора, который обязан консультировать Корону и Кабинет по вопросам права. Исполняет обязанности Генерального прокурора в его отсутствие.
Также существует Генеральный солиситор Шотландии, который замещает Лорда-адвоката. Принц Уэльский и супруги монархов тоже вправе иметь атторнея и Генерального солиситора, хотя в настоящий момент принц Уэльский имеет только генерального атторнея, но не солиситора.
При дворе к солиситору принято обращение «господин солиситор» или «госпожа солиситор». Несмотря на звание, пост, как правило, занимает барристер. В настоящее время Генеральным солиситором является Сара Сакман, член парламента, назначенная 9 июля 2024 года.

## Генеральные солиситоры Англии (и Уэльса), 1461 — по настоящее время

### XV век
неполный список
- Ричард Фауле 1461—1470
- Ричард Пейдж 1470—1483
- Томас Лином 1483—1485
- Андрю Диммок 1485—1503

### XVI век
- Томас Лукас 1503—1507
- Джон Эрнли 1507—1514
- Джон Порт 1514—1521
- Ричард Листе 1521—1525
- Кристофер Хейлз 1525—1531
- Болдуин Маллет 1531—1533
- Ричард Рич 1533—1536
- Уильям Ворвуд 1536—1540
- Генри Брэдшоу 1540—1545
- Эдвард Гриффин 1545—1552
- Джон Госнел 1552—1553
- Уильям Корделл 1553—1557
- Ричард Вестон 1557—1559
- Уильям Розевелл 1559—1566
- Ричард Онслоу 1566—1569
- Сэр Томас Бромли 1569—1579
- Сэр Джон Пофэм 1579—1581
- Томас Эгертон 1581—1592
- Сэр Эдвард Кок 1592—1594
- Томас Флеминг 1595—1604

### XVII век
- Сэр Джон Додеридж 1604—1607
- Сэр Фрэнсис Бэкон 1607—1613
- Генри Елвертон 1613—1617
- Сэр Томас Ковентри 1617—1621
- Роберт Хит 1621—1625
- Сэр Ричард Шелдон 1625—1634
- Сэр Эдвард Литтлентон 1634—1640
- Сэр Эдвард Герберт 1640—1641
- Оливер Ст Джон 1641—1643 (продолжил до 1648 при парламенте)
- Сэр Томас Гардинер 1643—1645
- Сэр Джеффри Палмер 1645—1649
- Эдмунд Придо 1648—1649
- Джон Кук 1649—1650
- Роберт Рейнольдс 1650—1654
- Уильям Эллис 1654—1660
- Сэр Хенейдж Финч 1660—1670
- Сэр Эдвард Турноур 1670—1671
- Сэр Фрэнсис Норт 1671—1673
- Сэр Уильям Джонс 1673—1674
- Сэр Фрэнсис Виннингтон 1674—1679
- Heneage Finch 1679—1686
- Сэр Томас Повис 1686—1687
- Сэр Уильям Уильямс 1687—1689
- Сэр Джордж Треби 1689
- Сэр Джон Сомерс, 1-й барон Сомерс 1689—1692
- Сэр Томас Тревор 1692—1695
- Сэр Джон Хавлс 1695—1702

### XVIII
- Сэр Саймон Харкорт 1702—1707
- Сэр Джеймс Монтегю 1707—1708
- Роберт Э 1708—1710
- Сэр Роберт Раймонд 1710—1714
- Николас Лекмэ 1714—1715
- Фортескью Аланд 1715—1717
- Сэр Уильям Томсон 1717—1720
- Сэр Филипп Йорк 1720—1724
- Сэр Клемент Вэрг 1724—1725
- Чарльз Толбот, 1-й барон Толбот 1726—1733
- Сэр Дадли Райдер 1733—1737
- Джон Стрендж 1737—1742
- Уильям Мюррей 1742—1754
- Сэр Ричард Ллойд 1754—1756
- Чарльз Йорк 1756—1762
- Сэр Флетчер Нортон 1762—1763
- Уильям де Грей 1763—1766
- Эдвард Уиллис 1766—1768
- Джон Даннинг 1768—1770
- Эдвард Турлоу 1770—1771
- Александр Веддербёрн 1771—1778
- Джеймс Уоллес 1778—1780
- Джеймс Мэнсфилд 1780—1782
- Джон Ли 1782
- Ричард Пеппер Арден 1782—1783
- Джон Ли 1783
- Джеймс Мэнсфилд 1783
- Ричард Пеппер Арден 1783—1784
- Арчибальд Макдональд 1784—1788
- Сэр Джон Скотт 1788—1793
- Сэр Джон Митфорд 1793—1799
- Сэр Уильям Грант 1799—1801

### XIX век
- Спенсер Персеваль 1801—1802
- Сэр Томас Маннерс-Саттон 1802—1805
- Сэр Викари Гиббс 1805—1806
- Сэр Самюель Ромилли 1806—1807
- Сэр Томас Пламер 1807—1812
- Сэр Уильям Гарроу 1812—1813
- Сэр Роберт Даллас 1813
- Сэр Самюель Шеперд 1813—1817
- Сэр Роберт Гиффорд 1817—1819
- Сэр Джон Синглтон Копли 1819—1824
- Сэр Чарльз Веттерелл 1824—1826
- Сэр Николас Конингхэм Тиндал 1826—1829
- Сэр Эдвард Бёртеншоу Сагден 1829—1830
- Сэр Уильям Хорн 1830—1832
- Сэр Джон Кэмпбелл 1832—1834
- Сэр Чарльз Кристофер Пэпис 1834
- Сэр Роберт Монсли Ролф 1834
- Уильям Вебб Фоллетт 1834—1835
- Сэр Роберт Монсли Ролф 1835—1839
- Сэр Томас Уайльд 1839—1841
- Сэр Уильям Вебб Фоллетт 1841—1844
- Сэр Фредерик Тэсиджер 1844—1845
- Сэр Фицрой Келли 1845—1846
- Джон Джервис 1846
- Сэр Дэвид Дендас 1846—1848
- Сэр Джон Ромилли 1848—1850
- Сэр Александр Кокбёрн 1850—1851
- Сэр Уильям Пэйдж Вуд 1851—1852
- Сэр Фицрой Келли 1852
- Сэр Ричард Бетелл 1852—1856
- Джеймс Арчибальд Стюарт-Вортли 1856—1857
- Генри Синджер Кэтинг 1857—1858
- Сэр Маккалмонт Кэрнс 1858—1859
- Генри Синджер Кэтинг 1859
- Сэр Уильям Атертон 1859—1861
- Сэр Ронделл Палмер 1861—1863
- Сэр Роберт Порретт Коллир 1863—1866
- Сэр Уильям Бовилл 1866
- Сэр Джон Burgess Karslake 1866—1867
- Сэр Чарльз Джаспер Селвин 1867—1868
- Сэр Уильям Балиол Бретт 1868
- Сэр Ричард Баггаллэй 1868
- Сэр Джон Дьюк Кольридж 1868—1871
- Сэр Джордж Джессел 1871—1873
- Сэр Генри Джеймс 1873
- Сэр Уильям Вернон Харкорт 1873—1874
- Сэр Ричард Баггаллэй 1874
- Сэр Джон Холкер 1874—1875
- Сэр Хардинг Гиффард 1875—1880
- Сэр Фаррер Гершель 1880—1885
- Сэр Джон Элдон Горст 1885—1886
- Сэр Гораций Дэви 1886
- Сэр Эдвард Джордж Кларк 1886—1892
- Сэр Джон Ригби 1892—1894
- Сэр Роберт Треши Рид 1894
- Сэр Франк Локвуд 1894—1895
- Сэр Роберт Финли 1895—1900

### XX век
- Сэр Эдвард Карсон (7 мая 1900 — 4 декабря 1905)
- Сэр Уильям Робсон (12 декабря 1905 — 28 января 1908)
- Сэр Самюель Томас Эванс (28 января 1908 — 6 марта 1910)
- Сэр Руфус Айзекс (6 марта 1910 — 7 октября 1910)
- Сэр Джон Саймон (7 октября 1910 — 19 октября 1913)
- Сэр Стенли Бакмастер (19 октября 1913 — 2 июня 1915)
- Сэр Ф. Э. Смит (2 июня 1915 — 8 ноября 1915)
- Сэр Джордж Кэйв (8 ноября 1915 — 10 декабря 1916)
- Сэр Гордон Хьюарт (10 декабря 1916 — 10 января 1919)
- Сэр Эрнест Поллок (10 января 1919 — 6 марта 1922)
- Сэр Лэсли Скотт (6 марта 1922 — 19 октября 1922)
- Сэр Томас Инскип (31 октября 1922 — 22 января 1924)
- Сэр Генри Слессер (23 января 1924 — 3 ноября 1924)
- Сэр Томас Инскип (11 ноября 1924 — 28 марта 1928)
- Сэр Бойд Мерриман (28 марта 1928 — 5 июня 1929)
- Сэр Джеймс Мелвилл (7 июня 1929 −22 октября 1930)
- Сэр Стаффорд Криппс (22 октября 1930 — 24 августа 1931)
- Сэр Томас Инскип (3 сентября 1931 — 26 января 1932)
- Сэр Бойд Мерриман (26 января 1932 — 29 сентября 1933)
- Сэр Дональд Сомервелл (29 сентября 1933 — 19 марта 1936)
- Сэр Теренс О’Коннор (19 марта 1936 — 7 мая 1940) (умер на посту)
- Сэр Уильям Йовитт (15 мая 1940 — 4 марта 1942)
- Сэр Дэвид Максвелл Файф (4 марта 1942 — 25 мая 1945)
- Сэр Вальтер Монктон (25 мая 1945 — 26 июля 1945)
- Сэр Франк Соскайс (4 августа 1945 — 24 апреля 1951)
- Сэр Линн Ангойд-Томас (24 апреля 1951 — 26 октября 1951)
- Сэр Реджинальд Маннингэм-Буллер (3 ноября 1951 — 18 октября 1954)
- Сэр Гарри Хилтон-Фостер (18 октября 1954 — 22 октября 1959)
- Сэр Джоселин Саймон (22 октября 1959 — 8 февраля 1962)
- Сэр Джон Хобсон (8 февраля 1962 — 19 июля 1962)
- Сэр Питер Роулинсон (19 июля 1962 — 16 октября 1964)
- Сэр Дангл Фут (18 октября 1964 — 24 августа 1967)
- Сэр Артур Ирвин (24 августа 1967 — 19 июня 1970)
- Сэр Джеффри Хау (23 июня 1970 — 5 ноября 1972)
- Сэр Майкл Хаверс (5 ноября 1972 — 4 марта 1974)
- Питер Арчер (7 марта 1974 — 4 мая 1979)
- Сэр Ян Персиваль (5 мая 1979 — 13 июня 1983)
- Сэр Патрик Мэйхью (13 июня 1983 — 13 июня 1987)
- Сэр Николас Лаэл (13 июня 1987 — 15 апреля 1992)
- Сэр Дерек Спенсер (15 апреля 1992 — 2 мая 1997)
- Лорд Фалконэ Торотона (6 мая 1997 — 28 июля 1998)
- Росс Крэнстон (28 июля 1998 — 11 июня 2001)

### XXI век
- Харриет Харман (11 июня 2001 — 10 мая 2005);
- Майк О’Брайен (11 мая 2005 — 29 июня 2007);
- Вера Бэрд (29 июня 2007 — 11 мая 2010);
- сэр Эдвард Гарнье (13 мая 2010 — 4 сентября 2012);
- сэр Оливер Хилд (4 сентября 2012 — 15 июля 2014);
- Роберт Бакленд (15 июля 2014 — 26 июля 2019);
- Майкл Эллис (26 июля 2019 — 2 марта 2021);
- Люси Фрейзер (2 марта 2021 — 10 сентября 2021);
- Майкл Эллис (10—16 сентября 2021);
- Алекс Чок (16 сентября 2021 — 5 июля 2022);
- Эдвард Тимпсон[англ.] (7 июля 2022 — 7 сентября 2022);
- Майкл Томлинсон (7 сентября 2022 — 7 декабря 2023);
- Роберт Кортс[англ.] (7 декабря 2023 — 5 июля 2024);
- Сара Сакман[англ.] (с 9 июля 2024).